# Belgitude
Het woord belgitude wordt gebruikt om de Belgische ziel en identiteit uit te drukken.

## Etymologie
Het neologisme werd in 1976 bedacht door Pierre Mertens en Claude Jevaeu in een nummer van de Nouvelles littéraires, genaamd "L'autre Belgique". Het verwijst naar het concept négritude rond zwart zijn, bedacht door Leopold Sedar Senghor.

Het woord sloeg trouwens snel aan. De Belgische zanger Jacques Brel vermeldt het in zijn nummer "Mai 1940", dat hij uiteindelijk niet op zijn laatste album uit 1977 zou zetten, maar sindsdien wel op cd verkrijgbaar is. In dit lied zingt Brel over de Duitse soldaten die tijdens de Tweede Wereldoorlog België bezetten en zijn belgitude uitveegden:
D'un ciel plus bleu qua'à l'habitude,
Ce mai 40 a salué
Quelques Allemands disciplinés
Qui écrasaient ma belgitude,
Het woord "Belgitude" werd in 2012 opgenomen in de Franse encyclopedie Le Petit Larousse illustré.

## Geschiedenis van het Belgisch identiteitsgevoel
In zijn Commentarii de bello Gallico (verslag over de Gallische Oorlog) schreef Caesar: "De Belgae zijn de dappersten van allemaal, omdat ze het verst verwijderd zijn van de cultuur en de beschaving van de provincia en er slechts zeer zelden kooplui tot bij hen reizen en die dingen invoeren, die bijdragen tot het vervrouwelijken (= weker maken) van de geesten, en omdat ze vlak bij de Germanen leven, die over de Rijn wonen, met wie ze voortdurend oorlog voeren." Dit citaat van Caesar is in de jaren 1830 erg populair geworden toen het nieuw ontstane koninkrijk België op zoek was naar een eigen identiteit.
Het meest bekende citaat rond het Belgisch identiteitsgevoel werd geuit door de Waalse socialist Jules Destrée, die in 1912 aan koning Albert I meldde: Sire, il y a des Flamands et des Wallons. Il n' y a pas de Belges. (Nederlands: "Er zijn Vlamingen en Walen. Er zijn geen Belgen.") De in België wonende Nederlandse essayist Benno Barnard schreef in zijn boek Door God bij Europa verwekt: "De belgitude heeft dan ook een vrolijk, epicurisch, zacht-cynisch karakter, dat voor buitenstaanders evenwel verborgen blijft achter rolluiken, bureaucratie, vormelijkheid, distantie - de gezichtseinder van buitenstaanders in België valt gewoonlijk samen met de rand van hun restauranttafel. Die onbegrijpelijkheid van de belgitude voor oningewijden draagt omgekeerd weer bij tot de levensvreugde van de Belgische Belg, voor wie het Belg-zijn ook een strategische kant heeft: hoe minder de anderen van België begrijpen, hoe beter." In 2005 toonde de Belgische rockmuzikant Tom Barman in het Nederlandse programma Zomergasten een fragmentje uit een RTBF-documentaire rond Boudewijn I van België en zei dat hij tijdens het bekijken ervan een gevoel van "belgitude" kreeg.
Het gebrek aan onderlinge tolerantie uit zich vooral in de taalstrijd. In Brussel bijvoorbeeld wordt deze strijd tot in de metro uitgevochten. Zelfs over de volgorde van aankondigingen zijn er parlementaire vragen. Elk station heeft zijn taalrol: in het station De Brouckère hoor je de aankondigen eerst in het Nederlands, in het Centraal Station eerst in het Frans. Een proef in 2011 waarbij een Franstalig chanson als achtergrondmuziek langskwam leverde tientallen klachten van Vlaamse reizigers op. Om de gemoederen te bedaren bevat de afspeellijst nu enkel nummers in het Engels, Spaans of Italiaans.
Spanningen tussen Vlamingen en Franstaligen hebben de afgelopen decennia geleid tot staatshervormingen en meer autonomie voor de gemeenschappen. In 2010 werd voor het eerst in het 180-jarige bestaan van België een Vlaams-nationalistische partij die aanstuurt op splitsing van het land de grootste partij. De N-VA (Nieuw-Vlaamse Alliantie) kreeg 27 zetels in het federale parlement, één zetel meer dan de Parti Socialiste (PS), die de winnaar aan Franstalige zijde was.

## Voorbeelden van belgitudes
Belgitude laat zich vooral kenmerken door zaken die eigen zijn aan de Belgische cultuur, zoals Belgisch Nederlands en Belgisch Frans. Het Nederlands in België heeft vele gallicismen en het Frans in België diverse neerlandismen, zowel qua woordgebruik als zinsbouw. Het woord "bourgmestre" (burgemeester) in Wallonië is bijvoorbeeld duidelijk uit het Nederlands afgeleid en verschilt aanzienlijk van de algemeen aanvaarde Franse term "maire". Het woord "plezant" ("leuk") in Vlaanderen is dan weer van het Franse woord "plaisant" afgeleid en wordt in Nederland amper gebruikt. Dit soort van taalkundige belgicismen zijn eigen aan België.
Ook typische dranken en gerechten, zoals Belgisch bier, moules-frites, speculoos, waterzooi, witloof, spruitjes, chocolade ... worden als pijlers van de belgitude gezien. Evenals historische figuren (Ambiorix, Godfried van Bouillon, Boudewijn van België, Keizer Karel V, Adolphe Sax ...) en culturele (Manneken Pis, de Gilles van Binche, Pieter Bruegel de Oudere, Peter Paul Rubens, Kuifje, Maigret, Jacques Brel, René Magritte, Soeur Sourire, Django Reinhardt, ...). Qua sportfiguren zijn Eddy Merckx en de Rode Duivels een goed voorbeeld. Het liedje Potverdekke, it's great to be a Belgian (1998) door Mr. John is ook een uiting van de belgitude.
In 2005 deed het tijdschrift Reader's Digest, ter gelegenheid van het 175-jarig bestaan van België, een onderzoek naar de Belgische volksaard. Daaruit bleek dat de Belg zichzelf ziet als levensgenieter, vermaard voor zijn meertaligheid en bereid tot het sluiten van compromissen.
Ook het ontduiken van belastingen werd gezien als een typisch Belgische karaktertrek. Acht op tien Belgen bleek uit het onderzoek van Reader's Digest fier Belg te zijn. Als typische symbolen werden friet, de Belgische vlag, bier, chocolade en het koningshuis genoemd. Typisch Belgische gerechten vond men mosselen met friet, steak friet en witloof met hesp.

## Citaten over de belgitude
- "C'est cela la belgitude, l'idée qu'être belge c'est avoir l'identité de la non-identité." - José Fontaine
- "Elk onderzoek toont dat twee derde van de Vlamingen zich ook als Belg beschouwt en helemaal niet af wil van België. Twee derde! Ergo: de Belgitude is een onderdeel van de Vlaamse identiteit, het behoud van België eveneens. Vandaar dat de Nieuw-Vlaamse Elite nooit een referendum zal organiseren dat botweg luidt: ‘Moet België verdwijnen?’ Ze zou door het volk dat ze zegt te vertegenwoordigen worden weggestemd." Yves Desmet in De Morgen 15 januari 2011